# George Frederic Still
George Frederic Still KCVO (född 27 februari 1868 – död 28 juni 1941) var en brittisk läkare och Englands första professor i pediatrik. Han har kallats "den brittiska pediatrikens fader".

## Biografi
Still kunde tack vare ett stipendium studera vid Gonville and Caius College i Cambridge trots att fadern dog när George Frederic var 17 år. Här fick han en klassisk utbildning varefter han sökte sig till London för att studera medicin vid Guy’s hospital, varifrån han tog examen 1893. Samtidigt som han studerade vid Guy’s arbetade han också som husläkare i sex månader tillsammans med James Frederic Goodhart. Goodhart var intresserad av pediatrik och tack vare hans rekommendationer kunde Still senare få ytterligare erfarenhet i ämnet vid Shadwell’s Children’s Hospital och vid Waterloo Hospital for Women and Children. 1894 fick han tjänst som assistent vid Great Ormond Street Children’s Hospital, som då var det bästa barnsjukhuset i Storbritannien, han hade ännu ej tillåtelse att öppna egen praktik så de närmaste åren hade han det knapert ekonomiskt. Samma år vann han stipendiet Murchison Scholarship som delades ut av Royal College of Physicians. Detta år publicerade han även sina två första vetenskapliga artiklar.
1895 flyttade Still till ett barnsjukhus i Cambridge, där var han verksam i fyra år, bland annat som patolog. Det var här han samlade på sig 22 fall (varav 19 utgjordes av undersökningar han själv utfört) av sjukdomen som senare fick hans namn – Stills sjukdom –; han tog upp den i sin doktorsavhandling, A special form of joint disease met with in children, 1896 och publicerade även sina resultat i en artikel året därpå med titeln On a form of chronic joint disease in Children. 
1899 fick han en tjänst som barnläkare vid King’s College Hospital i London. 
1902 presenterade han sina sedermera berömda föreläsningar för the Royal College of Physicians in London, under namnet ”Goulstonian lectures” som handlade om ‘”some abnormal psychical conditions in children”, föreläsningarna publicerades samma år i The Lancet. Han beskrev 43 barn som hade mycket allvarliga problem med att upprätthålla en kontinuerlig uppmärksamhet, att disciplinera sig själva och att inte bli ständigt överemotionella, aggressiva eller passionerat upptagna med något för situationen olämpligt.
Still skrev: ”I would point out that a notable feature in many of these cases of moral defect without general impairment of intellect is a quite abnormal incapacity for sustained attention.” Alltså ett problem som verkade utgå från barnens oförmåga att styra energin i sin egen uppmärksamhet, trots att barnen i övrigt hade välfungerande intellekt. Beskrivningarna av dessa barn anses vara en av de absolut första i den medicinska faktalitteraturen som avhandlade ADHD, med sina kända grundfenomenologi och samsjuklighet.
1906 utnämndes han till professor i pediatrik, när han pensionerades efterträddes han av Wilfrid Sheldon. Han drev nu också en egen praktik på Queen Anne Street och var antagligen en av de mest populära barnläkarna i London vid denna tid. Hans favoritpatienter var unga flickor med långt ljust hår, en svaghet som inte var någon hemlighet för hans kollegor. Efter att ha gått i pension 1937 flyttade han till Salisbury, Sydrhodesias huvudstad (nuvarande Harare i Zimbabwe), där ägnade han sig åt flugfiske, undervisade i engelska på katedralskolan och skrev poesi.
Under sin livstid erhöll Still ett flertal hedersbetygelser, bland annat blev han 1903 en av de första hedersmedlemmarna hos American Pediatric Society, 1933 var han ordförande för den första internationella pediatrikkongressen i London och 1937 adlades han för att ha varit personlig läkare åt prinsessorna Elizabeth och Margaret. Förutom Stills sjukdom har han även givit namn åt Stills utslag.